# Bryum bharatiense
Bryum bharatiense W.U. Rehman, K. Gupta & Bast 2021 è un muschio antartico della famiglia Bryaceae, endemico della Terra della Principessa Elisabetta.
Fu scoperto nel gennaio del 2017, nel corso della trentaseiesima spedizione scientifica indiana, alla quale presero parte alcuni botanici della Central University of Punjab e del DAV College di Bathinda, nello stato federato del Punjab, in India, diretti da Felix Bast.
I primi esemplari furono raccolti nella regione dell'Antartide Orientale presso l'oasi dei Colli Larsemann, lungo la costa di Ingrid Christensen, sul fianco sud-orientale della Baia di Prydz, nella Terra della Principessa Elisabetta.

## Etimologia
L'epiteto specifico bharatiense, con cui si è voluto denominare la nuova specie, fa riferimento a Bharati, che è il nome della più remota delle basi scientifiche indiane in Antartide. È ubicata nella Baia di Prydz e, nei suoi dintorni, furono raccolti i primi esemplari del muschio. A sua volta il nome della stazione di ricerca è un omaggio a Bharati, la prima delle tre grandi dee dell'induismo, la patrona di ogni arte e scienza, "colei che irradia conoscenza e saggezza", conosciuta anche come Saraswatī.

## Descrizione
Il muschio, di medie dimensioni, si sviluppa prevalente in colonie. I fusticini (caulidi), eretti e non ramificati, sono alti da 1,5 cm a 3,0 cm, di colore verde scuro nella parte inferiore e  marrone superiormente. I rizoidi sono fibrosi, lisci e ramificati e non sono  distribuiti capillarmente. Le foglioline vegetative (phyllidia) hanno la forma ovato-lanceolata, con apici lungamente acuminati e le basi decorrenti. Il margine fogliare è leggermente riflesso e finemente seghettato (serrulato) in corrispondenza dell'apice. La nervatura principale (costa) è percorrente e molto robusta. La lamina fogliare è formata da un singolo strato di cellule sottili, sub-rettangolari che si restringono e si allungano  verso i margini del phyllidium, mentre diventano sub-romboidali verso la costa.
Come in tutte le briofite, il ciclo ontogenetico è aplodiplonte isosporeo, con alternanza di generazione antitetica eteromorfa e prevalenza della generazione gametofitica (aploide) su quella sporofitica (diploide) che, in questa specie, non è nota.

## Distribuzione e habitat

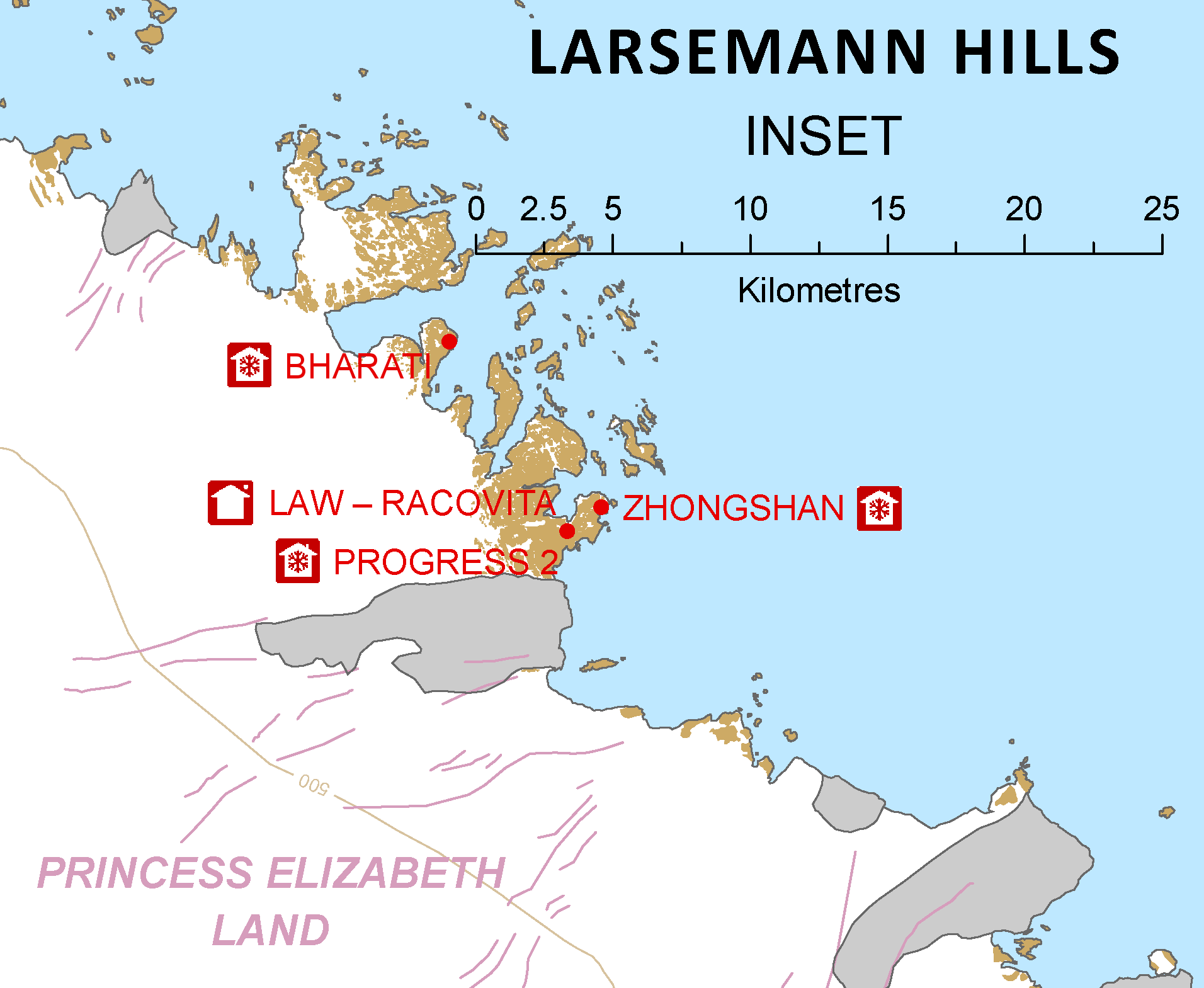
L'ubicazione della base scientifica indiana Bharati e dei Colli Larsemann

L'areale di B. bharatiense rientra nel Settore E (da 60°E a 90°E) dell'Antarctic Botanical Zone. Specificatamente è stato rinvenuto sui Colli Larsemann, dove è ubicata la località tipo (69°22.910’S, 76*07.258’E) e in alcune isole della Baia di Prydz, la Fisher island  (69°23′30″S e 76°15′27″E) e la McLeod Island (69°22′02″S e 76°08′25″E).
Il muschio si sviluppa prevalentemente nei siti, attuali o antichi, di riproduzione dei pinguini. Qui, per il clima rigido e l'assenza di organismi coprofagi, il guano deposto da questi uccelli marini non si decompone garantendo, con la sua elevata concentrazione di nitrati, quell'apporto di azoto, la cui mancanza è uno dei principali fattori limitanti la crescita del muschio.

## Tassonomia
L'iter che ha portato alla caratterizzazione tassonomica del muschio dei Colli Larsemann, e alla sua accettazione come nuova specie, è stato particolarmente laborioso. Sia per la mancanza dello sporofito, sia perché il genere Bryum, il più ricco di specie tra i muschi antartici, è noto per la marcata variabilità fenotipica intraspecifica, tanto da essere stato definito il «confuse genus» dell'Antartide.
Dalla raccolta dei primi esemplari, è occorso attendere cinque anni per arrivare alla conferma che si trattava effettivamente di una specie nuova. Dopo un primo approccio sistematico classico, non risolutivo, basato sul raffronto dei caratteri diagnostici anatomo-morfologici, ha fatto seguito l'utilizzo delle tecniche di filogenesi molecolare. Si sono confrontate le sequenze primarie di DNA di specie diverse di muschi, ottenute con l’amplificazione in vitro e il sequenziamento di tratti cromosomici specifici del genoma nucleare, compresi tra due regioni oligonucleotidiche note (primer). Specificatamente è stato utilizzato uno tra i più appropriati marcatori molecolari per le briofite, il Nuclear Ribosomal Internal Transcribed Spacer 1 (nrITS1), una regione spaziatrice non codificante appartenente al DNA ribosomiale nucleare (nrDNA). Questo marcatore intergenico (neutrale) ha, infatti, un alto grado di variabilità, che consente un’analisi adeguata della diversità genetica a basso livello gerarchico.
Il campione sequenziato comprendeva, oltre B. bharatiense, altri due muschi antartici, raccolti nel corso della stessa trentaseiesima spedizione indiana, il Bryoerythrophyllum recurvirostrum (Hedw.) P. C. Chen e il Coscinodon lawianus (J.H.Willis) Ochyra. Le tre sequenze generate sono state messe a confronto e allineate con ventuno sequenze omologhe, di dieci specie diverse, prelevate dalla GenBank, del National Center for Biotechnology Information (NCBI), e utilizzando Philonotis marchica Bridel, 1827 come gruppo esterno.
L'analisi filogenetica, condotta con il metodo della massima verosimiglianza, ha restituito un filogramma (albero additivo) con tre cladi ben supportati, corrispondenti ad altrettante famiglie. Nel clado II, associato alle Bryaceae, il ramo di B. bharatiense è apparso isolato e lungo, a riscontro della significativa distanza genetica della specie dalle altre specie della famiglia, incluse nella ricostruzione. Con nessuna di queste, infatti, B. Bharatiense formava gruppo, senza peraltro costituire un clado completo separato.
Constatata la congruenza tra i risultati dell'analisi genetico-molecolare e le risultanze dell'esame basato su criteri di somiglianza e differenza morfologica, nel 2021, B. bharatiense è stata validato come specie nuova.